# Cantine Güell

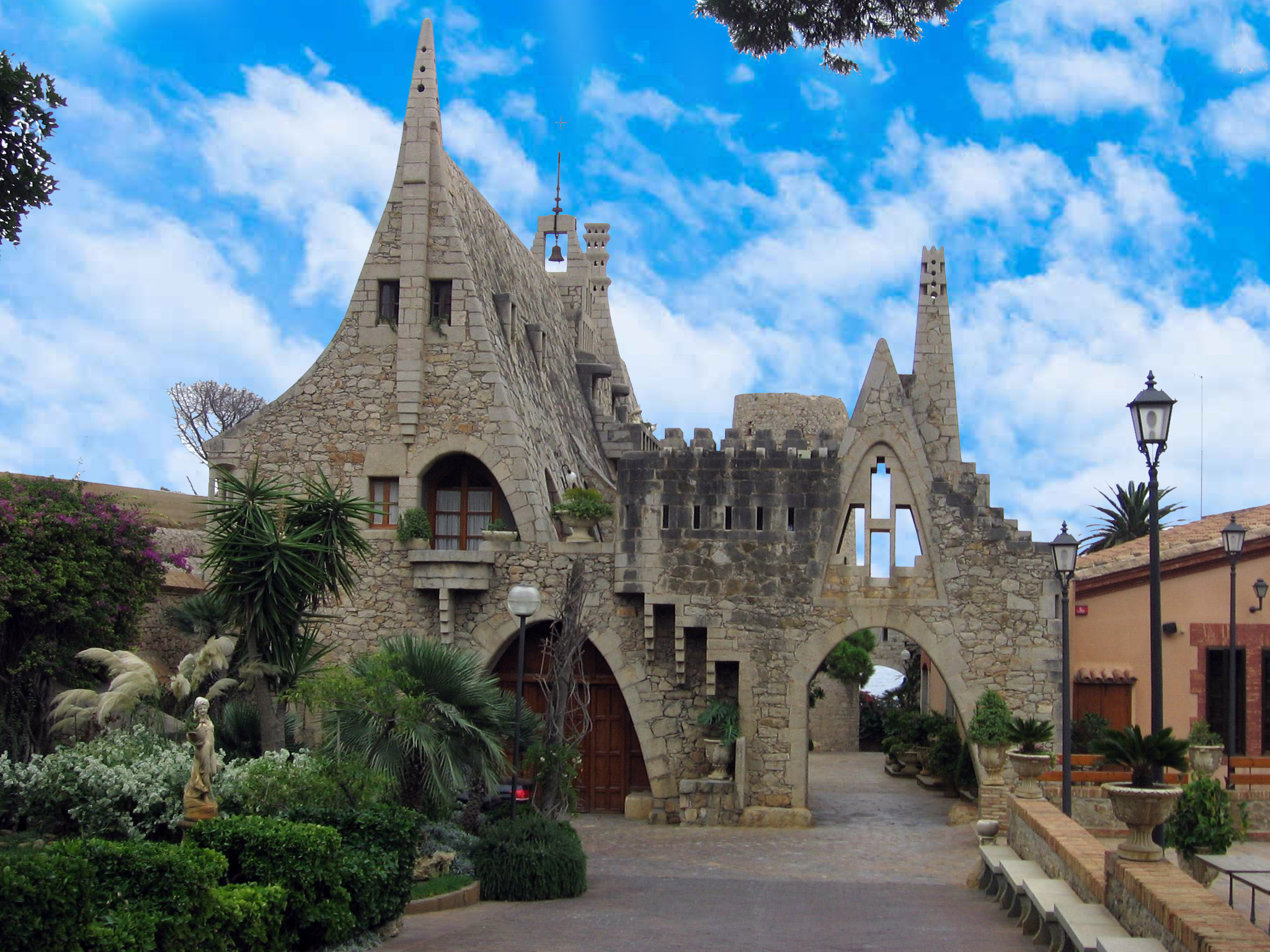
Cantine Güell

Le Cantine Güell (in catalano Celler Güell) sono un complesso architettonico opera di Antoni Gaudí, che si trova nel comune di Sitges.

## Storia e descrizione
Gaudí ricevette l'incarico per la realizzazione di questa opera nel 1882 da parte del suo mecenate, Eusebi Güell, il quale aveva apprezzato l'opera di Gaudí nell'Esposizione Universale di Parigi del 1878.
In quell'occasione tra Güell e Gaudí sorse una duratura amicizia, che portò l'architetto catalano alla realizzazione di diversi incarichi per l'industriale, come: i Padiglioni Güell di Pedralbes, il Palau Güell e il Parc Güell a Barcellona e la Cripta della Colonia Güell a Santa Coloma de Cervelló.

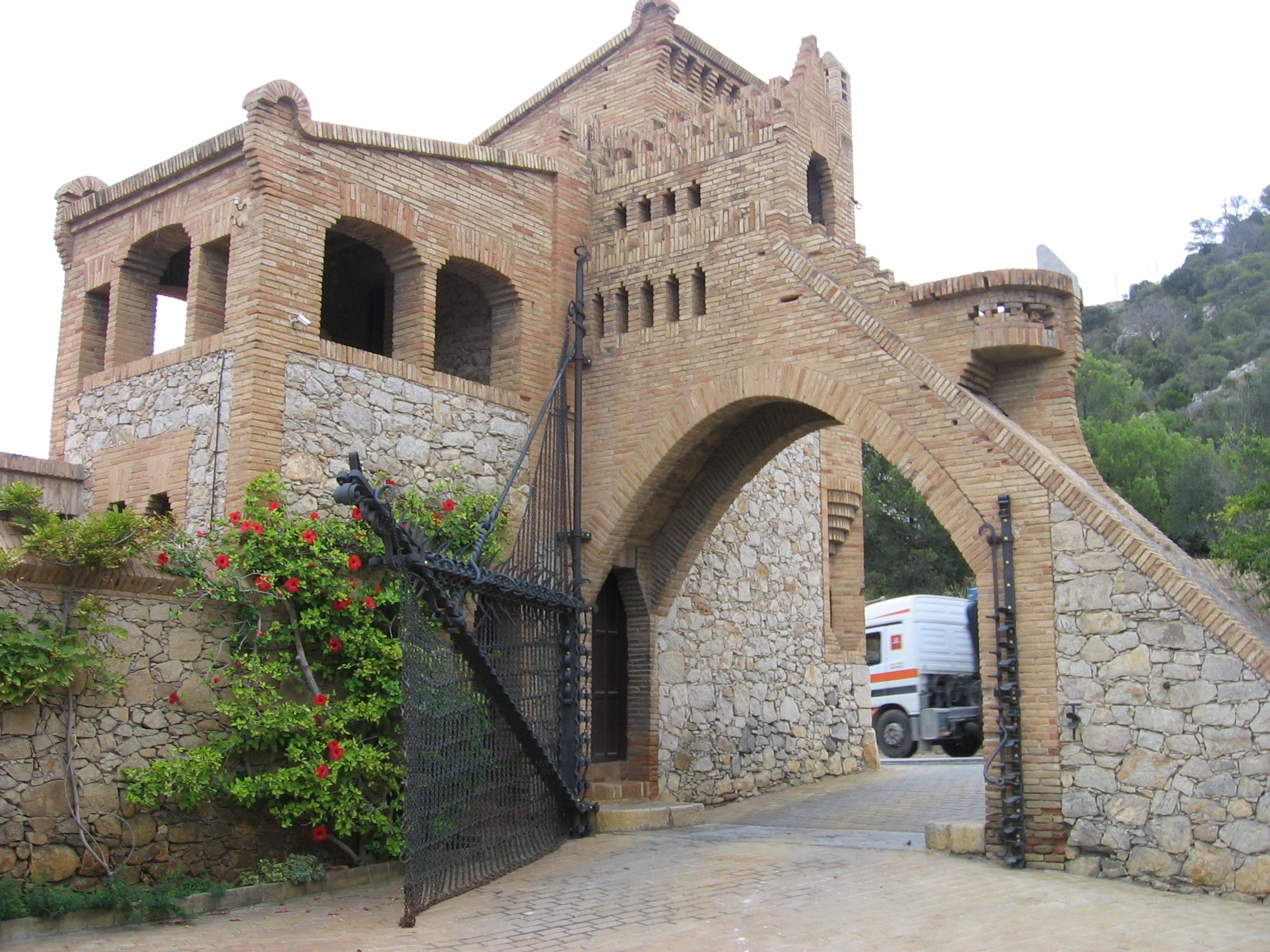
Padiglione

L'incarico originario di Güell consisteva nella realizzazione di alcune cantine e di alcuni padiglioni di caccia, pero questi ultimi non vennero mai costruiti. Le cantine vennero invece costruite tra il 1895 e il 1897, sotto la direzione di Francesc Berenguer, collaboratore di Gaudí.
Attualmente, le Cantine Güell ospitano un ristorante.